# Пономарёв, Владимир Борисович
Владимир Борисович Пономарёв (31 января 1957, Мичуринск, Тамбовская область) — советский и российский футболист, защитник, российский футбольный тренер.

## Биография

### Клубная карьера
Воспитанник ДЮСШ г. Мичуринска. На взрослом уровне начал выступать в 1975 году в клубе «Ревтруд» (Тамбов) во второй лиге. Затем в течение четырёх сезонов играл за саратовский «Сокол».
В 1980 году перешёл в воронежский «Факел». Дебютный матч за команду сыграл 1 марта 1980 года в матче Кубка СССР против московского «Спартака», в котором его команда победила 3:0. Выступал за команду до 1986 года с двумя перерывами — часть сезона 1981 года провёл в тамбовском «Спартаке», а в сезоне 1985 года (когда «Факел» играл в высшей лиге) — выступал за «Сокол». Всего в составе «Факела» сыграл 122 матча в первой лиге, стал победителем первенства 1984 года (но сыграл лишь 10 матчей в том сезоне) и участником кубковой кампании, в которой воронежский клуб стал полуфиналистом (сам в полуфинале не играл).
За время своей карьеры неоднократно возвращался в «Сокол» (всего сыграл за клуб 262 матча в первенствах страны) и тамбовский «Спартак» (провёл 91 матч). Также играл за клубы «Прогресс» (Черняховск), «Заволжье» (Энгельс), «Локомотив» (Лиски). Всего за карьеру сыграл более 550 матчей в первенствах СССР и России на уровне профессионалов (мастеров).

### Тренерская карьера
С 1995 года тренировал «Локомотив» (Лиски), в первом сезоне был играющим тренером. Вывел команду из третьей лиги во вторую, где в 1997 году «Локомотив» добился наивысшего результата в истории — стал серебряным призёром зонального турнира.
В начале 2000-х годов входил в тренерские штабы «Факела» и «Сокола». В августе-октябре 2002 года исполнял обязанности главного тренера белгородского «Салюта». В 2003 году вернулся в лискинский «Локомотив», с которым занял второе место в зональном турнире КФК. Затем снова работал ассистентом в разных клубах, а во второй половине 2008 года возглавлял воронежское «Динамо». В 2007 году работал в «Губкине«. После отставки Вадима Хафизова руководил командой до конца сезона.
В 2009 году работал спортивным директором «Факела». Был обвинён в попытке подкупа соперников из клуба «Елец» и отстранён от футбольной деятельности.
По состоянию на 2014 год был старшим тренером футбольного интерната «Салют» (Белгород), затем работал в структуре «Локомотива» (Лиски). Принимал участие в матчах ветеранов.

## Личная жизнь
Сын Андрей (род. 1985) занимался футболом на детско-юношеском уровне, затем работал массажистом в «Факеле» и «Локомотиве» (Лиски).